# Essien Udosen Essien-Udom
Essien Udosen Essien-Udom (* 25. Oktober 1928 in Ikot Osong, Nigeria; † 27. Mai 2002 in Washington, D.C.) war ein nigerianischer Politikwissenschaftler, Soziologe, Historiker und Panafrikanist.
Essien-Udom erhielt seine Ausbildung an der örtlichen Grundschule und dem Holy Family College in Abak. Die höhere Ausbildung absolvierte er am Oberlin College in Ohio (1951–1955) und an der University of Chicago (1955–1961), wo er sein Studium in Politikwissenschaft und Internationalen Beziehungen abschloss. Er lehrte an verschiedenen Universitäten weltweit und nahm auch administrative Posten an, u. a. Harvard University, Brown University, University of Birmingham und University of Ibadan.
Seine Schriften befassen sich intensiv mit den Bewegungen des Panafrikanismus und des von Marcus Garvey begründeten Garveyismus. Sein bekanntestes Werk, die Studie Black Nationalism: A Search for Identity in America, handelt vom Aufkommen der Muslim-Bewegung in den USA und die Natur und Ausdehnung ihrer Attraktion für die unterschichtigen Afroamerikaner. Essien-Udom sammelte dafür über zwei Jahre Informationsmaterial in enger Zusammenarbeit mit Führern und Mitgliedern der Bewegung.